# Louden Up Now
Louden Up Now è un album del gruppo dance punk statunitense !!! del 2004.

## Tracce
1. When The Going Gets Tough, The Tough Get Karazzee – 6:17
2. Pardon My Freedom – 5:51
3. Dear Can – 4:37
4. King's Weed – 1:19
5. Hello? Is This Thing On? – 7:33
6. Shit Scheisse Merde Pt 1 – 5:06
7. Shit Scheisse Merde Pt 2 – 6:10
8. Me And Giuliani Down By The School Yard (A True Story) – 9:03
9. Theme From Space Island – 2:31
10. Shit Scheisse Merde, Pt. 1 (Instrumental) – 4:40 – solo in versione cd

### CD Bonus
È stata pubblicata in alcuni Paesi una versione speciale che comprende 4 tracce aggiuntive in un secondo cd.
1. "Sunday 5:17 am" - 5:17
2. "Dear Can (Maurice Fulton Vocal Mix)" - 4:47
3. "When The Going Gets Tough, The Tough Get Karazzee (Serious Bonus Beats Mix)" - 6:59
4. "Pardon My Freedom (Maurice Fulton Instrumental Mix)" - 5:55